# Zygmunt Kędzierski

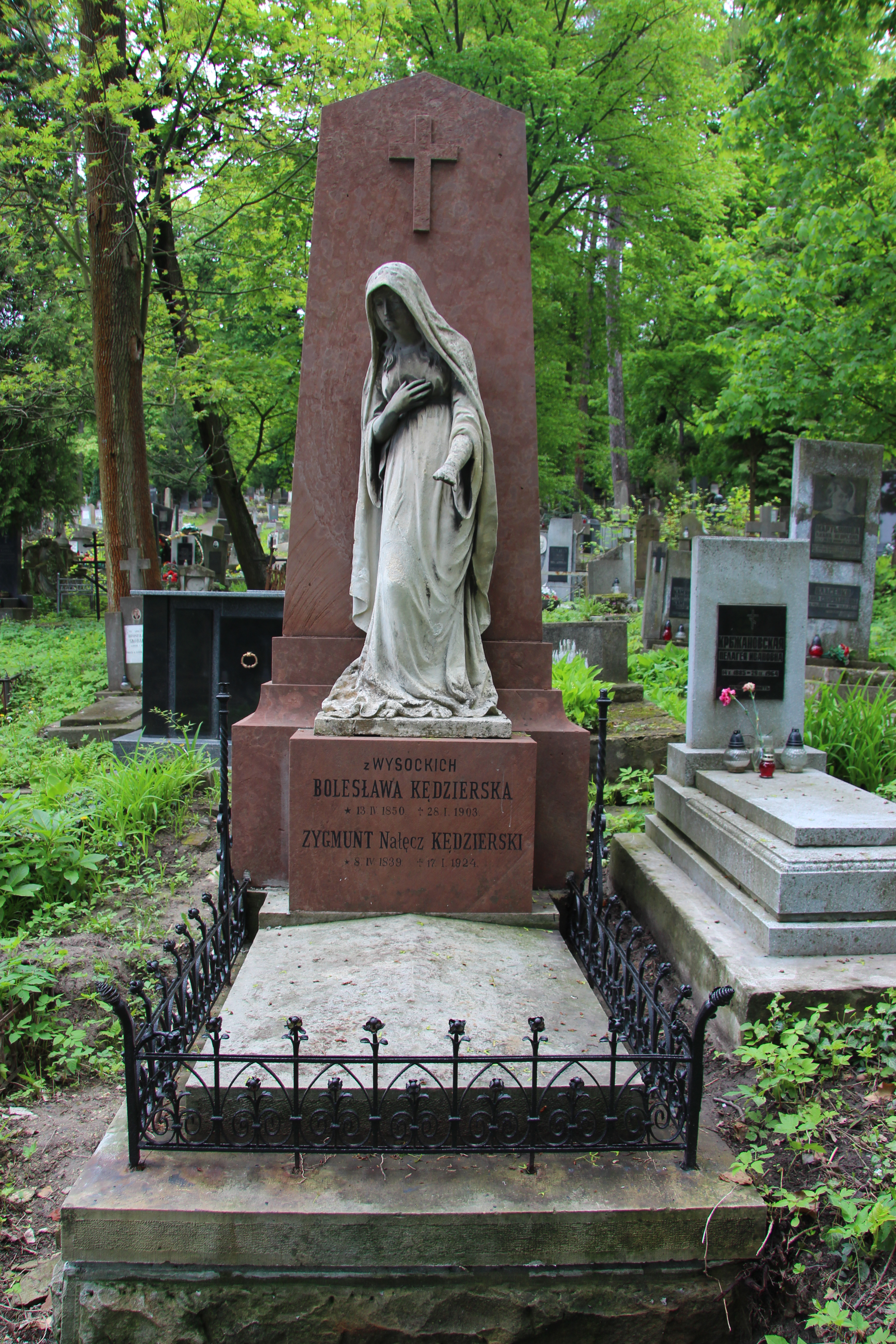

Zygmunt Kędzierski herbu Nałęcz (ur. 8 kwietnia 1839, zm. 17 stycznia 1924 we Lwowie) – polski inżynier kolejowy i budowniczy (architekt). 

## Życiorys

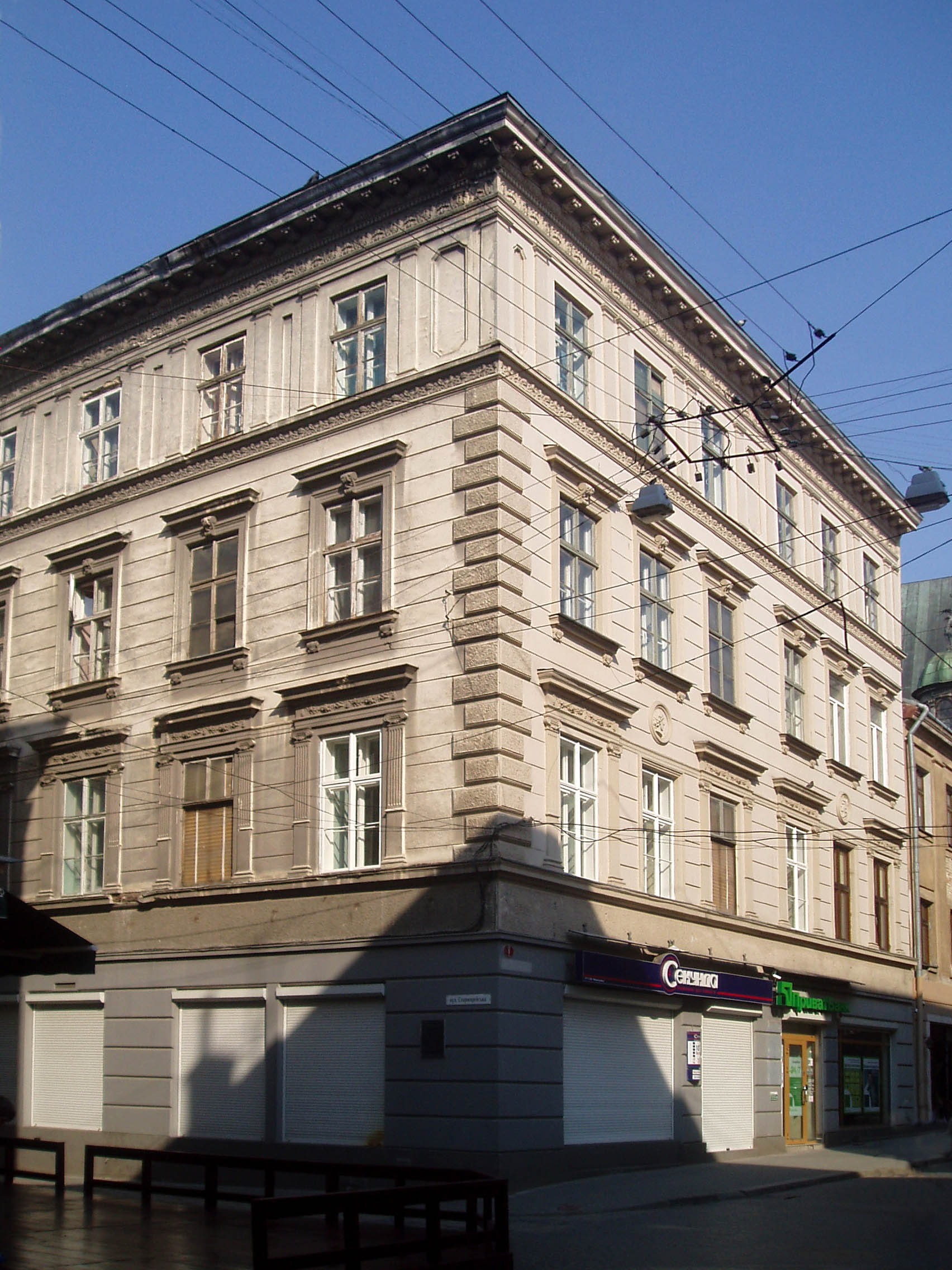
Kamienica przy ul. Halickiej 6

Syn Izydora i Karoliny Dąbkowskiej. Absolwent lwowskiej Szkoły Przemysłowej, związany swoją twórczością ze Lwowem. Zaprojektował wiele lwowskich budynków, obiekty użyteczności publicznej i kamienic, wiele z nich reprezentuje styl secesji. Zaprojektował i nadzorował prace rekonstrukcyjne przy fundamentach Banku Hipotecznego. Współpracował z rzeźbiarzem Bronisławem Sołtysem. Przez wiele lat pełnił funkcję prezesa Kasyna Miejskiego. Spoczywa na Cmentarzu Łyczakowskim.

## Realizacje (wybrane)
(Podane nazwy ulic obowiązywały do 1939)
- Galicyjska Kasa Oszczędności ul. Jagiellońska 1
- Dom Katolicki ul. Gródecka 2a (obecnie 36),
- Kamienice:
  - ul. Halicka 6 (proj. 1883),
  - Wały Hetmańskie 5, 13,
  - ul. Janowska 14,
  - ul. Sykstuska 1, 15,
  - ul. Ochronek 4a,
  - ul. Kraszewskiego 17, 21,
  - ul. Jagiellońska 8, 10,
  - pl. Halicki 10 (przebudowa pałacu Biesadzieckich na bibliotekę w 1935),
  - ul. 3 maja 3,
  - ul. Teatralna 3,
  - ul. Fredry 1, 3,
  - ul. Czarnieckiego 3.
- Nowe pawilony w Zakładzie dla Chorych Umysłowych na Kulparkowie w trakcie rozbudowy 1904-1905[3].